# 席强
席强（1960年—），汉族，中华人民共和国弓弦乐演奏家、民族音乐理论家，中央民族乐团团长、党委副书记，第十一届全国政协委员。
2008年，当选第十一届全国政协委员，代表文化艺术界，分入第二十八组。2018年1月，当选第十三届全国政协委员。